# Glucono-1,5-lacton
D-(+)-Glucono-1,5-lacton, auch Glucono-δ-lacton (GdL), ist ein durch intramolekulare Esterbildung aus der Gluconsäure abgeleitetes Lacton. Aufgrund seiner strukturellen und chemischen Eigenschaften zählt man es im erweiterten Sinne zu den Kohlenhydraten.

## Eigenschaften
GdL bildet süß schmeckende Kristalle.
Wird es in Wasser gegeben, so hydrolysiert es teilweise zu Gluconsäure; umso mehr, je wärmer und/oder basischer das Milieu.

## Verwendung
Es wird in Reinigungsmitteln verwendet zur Verhütung von Milchstein.
Es dient in der Lebensmittelindustrie als Säureregulator und als Säureträger für Backpulver.
Es ist in der EU als Lebensmittelzusatzstoff der Bezeichnung E 575 ohne Höchstmengenbeschränkung (quantum satis) für Lebensmittel allgemein zugelassen.
2009 haben Forscher des Massachusetts Institute of Technology eine biologische Methode entdeckt, mit der man durch den Einsatz von Glucono-1,5-lacton die spezielle Immunabwehr von Termiten, Heuschrecken und Kakerlaken gegen Bakterien und Pilze ausschalten kann, die für die Tiere tödlich sind. Hat man die Tiere im Labor dieser Substanz ausgesetzt, starben sie wenige Tage später an Infektionen. Dabei bleiben Nutzinsekten wie Ameisen verschont, da diese eine andere Immunabwehr besitzen. Für Menschen und Pflanzen ist der Einsatz von Glucono-1,5-lacton ebenfalls unbedenklich, so dass er eine umweltfreundliche Alternative zu herkömmlichen Pestiziden gegen Insektenplagen darstellt.
Aufgrund der strukturellen Ähnlichkeit zum Intermediat der Glycogenphosphorylase (Oxonium-Ion Zwischenprodukt), fungiert Glucono-1,5-lacton als Inhibitor dieses Enzyms. Es handelt sich um das erste Enzym, das während des Glykogen-Abbaus die schnelle Bereitstellung von Energie für den Stoffwechsel gewährleistet.